# Mia Threapleton

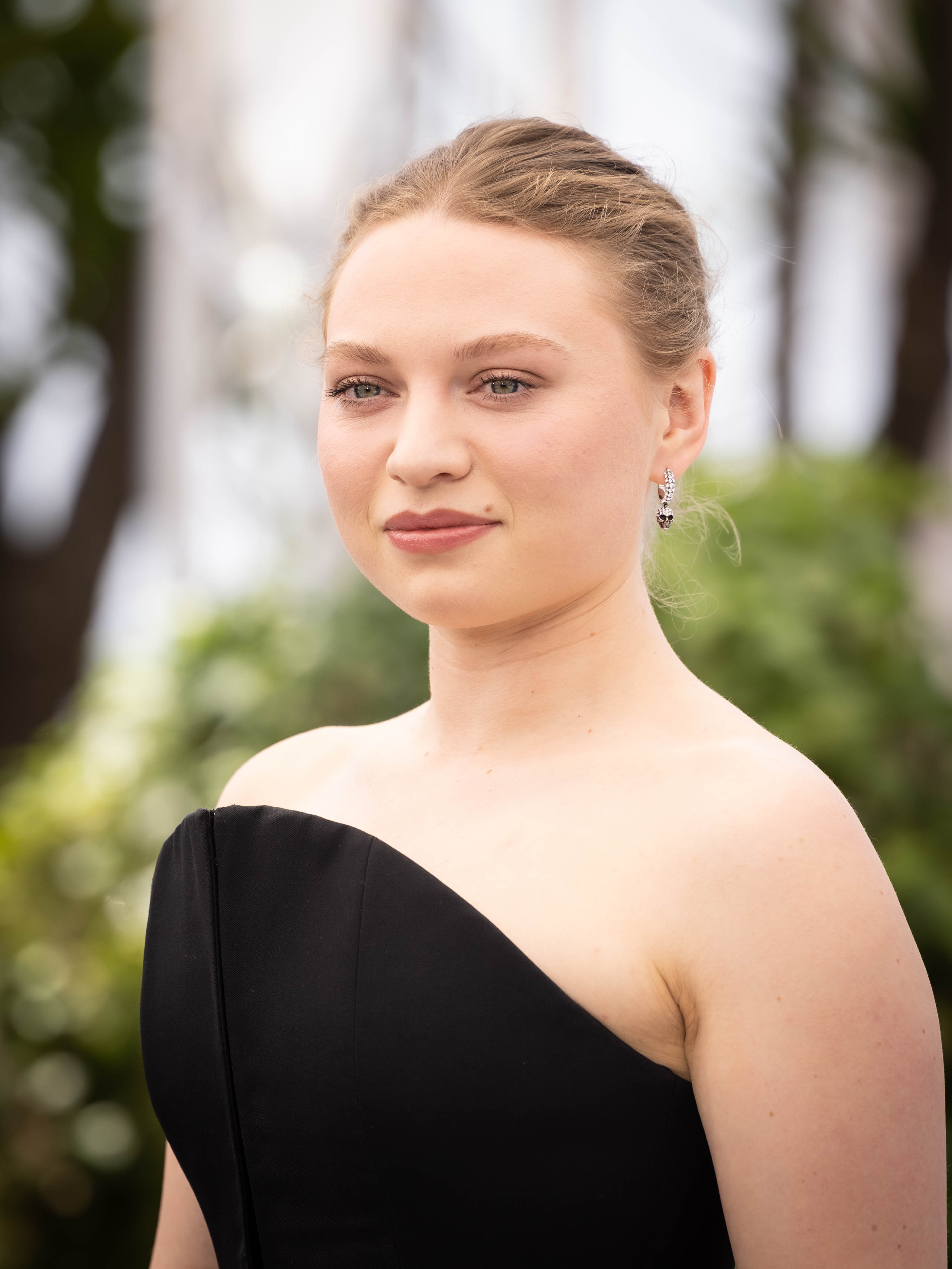
Threapleton bei den Internationalen Filmfestspielen von Cannes 2025

Mia Honey Winslet Threapleton (* 12. Oktober 2000 in London) ist eine britische Schauspielerin.

## Leben
Mia Threapleton wurde als Tochter der Schauspielerin Kate Winslet und des Regisseurs Jim Threapleton geboren, das Paar war von 1998 bis 2001 verheiratet.
Ihr Filmdebüt gab sie 2014 in Die Gärtnerin von Versailles von Alan Rickman als Helene. Nach dem Schulabschluss verkörperte sie 2020 im italienisch-irischen Thriller Shadows von Carlo Lavagna mit Saskia Reeves die Hauptrolle der Alma.
2022 gehörte sie als Rose zum Ensemble der amerikanischen Serie Gefährliche Liebschaften des Senders Starz. In der Anthologie-Serie I Am... von Channel 4 war sie in der Folge I am Ruth unter der Regie von Dominic Savage an der Seite ihrer Mutter in der Titelrolle als deren Filmtochter Freya zu sehen. In der britischen Serie The Buccaneers (2023) von Apple TV+ basierend auf dem gleichnamigen, unvollendeten letzten Roman von Edith Wharton übernahm sie die Rolle der Honoria Marable. Im Film Der phönizische Meisterstreich von Wes Anderson wurde sie als Liesl besetzt.
In den deutschsprachigen Fassungen wurde sie unter anderem von Birte Baumgardt in der Serie Gefährliche Liebschaften synchronisiert.

## Filmografie (Auswahl)
- 2014: Die Gärtnerin von Versailles (A Little Chaos)
- 2020: Shadows
- 2022: I Am... – I Am Ruth I Am Ruth (Fernsehserie)
- 2022: Gefährliche Liebschaften (Dangerous Liaisons, Fernsehserie)
- 2023: Firebrand
- seit 2023: The Buccaneers (Fernsehserie)
- 2025: Der phönizische Meisterstreich (The Phoenician Scheme)